# Mattia Beccari
Mattia Beccari (* 9. April 2006) ist ein san-marinesischer Skirennläufer. Er startet hauptsächlich in den technischen Disziplinen Riesenslalom und Slalom.

## Karriere
Beccari gab sein internationales Renndebüt am 3. Dezember 2022 bei einem Juniorenrennen am Kreuzbergpass. Sein erstes internationales Großereignis bestritt er einen Monat später beim Europäischen Olympischen Winter-Jugendfestival in Tarvis. Dort belegte er im Slalom den 72. Rang. Einen weiteren Monat später startete Beccari erstmals bei einer Weltmeisterschaft. Bei den Wettkämpfen in Courchevel bzw. Méribel erreichte er im Riesenslalom Platz 79. Im Slalom schied er bereits im Qualifikationsrennen aus. Bei den Olympischen Jugend-Winterspielen 2024 belegte er im Slalomrennen den 37. Platz.
Abgesehen von internationalen Großereignissen startet Beccari hauptsächlich bei Juniorenrennen in Italien.

## Erfolge

### Weltmeisterschaften
- Courchevel/Méribel 2023: 79. Riesenslalom, DNQ Slalom

### Olympische Jugend-Winterspiele
- Gangwon 2024: 37. Slalom, DNF Riesenslalom

### Europäisches Olympisches Winter-Jugendfestival
- Tarvis 2023: 72. Slalom, DSQ Riesenslalom